# Maciej Koźmiński
Maciej Koźmiński (Lviv, 1937. június 1. –) lengyel történész, diplomata, a rendszerváltás utáni első lengyel nagykövet Budapesten (1990–1996), az MTA tiszteleti tagja (2019).

## Pályafutása
Édesapja 1946-ban kereskedelmi tanácsosként Lengyelország budapesti nagykövetségén dolgozott, így az akkor kisiskolás Koźmiński három évet magyarországi iskolában tanult, innen hozta kiváló magyar nyelvismeretét. A Varsói Egyetemen végzett történelem szakon, majd ugyanott 1969-ben doktorált és habilált (a történettudományok doktora). 1963-tól 2008-ig a Lengyel Tudományos Akadémia Történettudományi Intézetének munkatársa volt. Számos tanulmányt írt Magyarország és Közép-Kelet-Európa történetéről. Több előadást is tartott a lengyel irodalomról Budapesten, az Eötvös Loránd Tudományegyetemen 1986-87-ben. 1990–1996 között Lengyelország budapesti nagykövetsége vezetője volt nagykövetként. Az Európai Civilizáció és Diplomáciai Központ professzora, oktatója volt az Újfilológiai Intézet magyar szakának, az Eötvös József Collegium és a Bibó István Szakkollégium vendégprofesszora volt.
A Lengyel-Magyar Szolidaritás alapító tagja
Körülbelül 180 könyve, cikke, disszertációja jelent meg Lengyelország és Közép-Kelet-Európa kapcsolatairól, kisebbségekről, államközi konfliktusokról, határokról. Érdeklik az életrajzok, szívesen utazik turistaként, hobbija a fotózás. Felesége vegyészeti fizikus, elektrokémikus, egyik fia szintén vegyész, lánya szociológus.

## Diplomataként
1990-ben, a rendszerváltást követően nevezték ki nagykövetnek Budapestre - megbízólevelét 1990. október 11-én adta át. A két ország ekkor olyan személyeket nevezett ki diplomáciai képviseleteinek élére, akik a másik ország, nép történetének, kultúrájának, nyelvének tudományos szintű ismerői, a magyar–lengyel kapcsolatok elszánt támogatói voltak - Magyarországot ugyanebben az időszakban Engelmayer Ákos képviselte Varsóban. Koźmiński mindvégig aktív támogatója volt a két ország NATO és európai uniós integrációjának, illetve a Visegrádi Együttműködésnek. 1996. december 1-jén Roman Kowalski ügyvivőként kapta meg a nagykövetség vezetését, 1997 elején Grzegorz Łubczyk vette át a képviselet irányítását.

## Díjai
- 1996 Lengyelország Újjászületése érdemrend (Polonia Restitutia) parancsnoki kereszt
- 1996 Magyar Köztársasági Érdemrend középkeresztje a csillaggal[11]
- 1999 Pro Urbe Balatonboglár[12]

## Fordítás
- Ez a szócikk részben vagy egészben  a   Maciej Koźmiński (historyk) című lengyel Wikipédia-szócikk ezen változatának fordításán alapul.  Az eredeti cikk szerkesztőit annak laptörténete sorolja fel. Ez a jelzés csupán a megfogalmazás eredetét és a szerzői jogokat jelzi, nem szolgál a cikkben szereplő információk forrásmegjelöléseként.